# Novoselivka, Șîroke
Novoselivka (în ucraineană Новоселівка) este localitatea de reședință a comunei Novoselivka din raionul Șîroke, regiunea Dnipropetrovsk, Ucraina.

## Demografie
Componența lingvistică a localității Novoselivka
     Ucraineană (86,5%)
     Rusă (9,25%)
     Alte limbi (0,5%)
Conform recensământului din 2001, majoritatea populației localității Novoselivka era vorbitoare de ucraineană (86,5%), existând în minoritate și vorbitori de rusă (9,25%).